# Гуха Тхакурта, Рума
Рума Гуха Тхакурта (бенг. রুমা গুহঠাকুরতা; 3 ноября 1934, Калькутта, Британская Индия — 3 июня 2019, Калькутта) — индийская актриса

 и певица, работавшая в фильмах на бенгальском языке. Одна из основательниц Калькуттского молодежного хора. Первая жена актёра и певца Кишора Кумара.

## Биография
Рума Гхош родилась 3 ноября 1934 года (по другим источникам 21 ноября) в Калькутте. Её мать, Сати Гхош, была профессиональной вокалисткой и старшей сестрой Биджои Рай, жены Сатьяджита Рая. Хотя её мать и тётки занимались вокалом, Рума начала как танцовщица. Она изучала танцевальное искусство в Академии Удая Шанкара в Алморе. В это же время она работала в Бомбее в качестве ребёнка-актёра, сыграв в 1944 году в провалившемся фильме Jwar Bhata, где также дебютировал Дилип Кумар. После этого она снялась ещё в трех хинди-язычных фильмах: Mashaal, Afsar и Rag Rang.
В шестнадцать лет на студии Bombay Talkies она познакомилась с актёром и певцом Кишором Кумаром.
В 1951 году Рума вышла за него замуж и поселилась в Бомбее. В 1952 году у пары родился сын Амит. Прожив вместе восемь лет, супруги развелись в 1959 году. Рума вернулась в Калькутту, где сыграла в классической бенгальской кинокартине Ganga Раджена Тарафдара по мотивам одноимённого романа Самареша Басу.
Как вокалистка, она записала песни для многих бенгальских фильмов: от Lukochuri в 1958 году до Amrita Kumbher Sandhane в 1982 году.
В 1958 году она вместе с Салилом Чоудхури и Сатьяджитом Раем в качестве президента основала Калькуттский молодёжный хор. Рума была солисткой и поначалу организовывала выступления, но позже передала эстафету своим ассистентам и сотрудникам. В июле 1974 года труппа народной песни и танца из 20 человек из Калькуттском молодёжном хоре под руководством Румы получила первую премию в Копенгагенском молодёжном фестивале. Хор также принял участие в 25-й годовщине Дня независимости Индии в Дели. С момента своего создания хор провел более 5000 концертов в Индии и за её пределами. Рума в последний раз участвовала в их выступлении 11 июня 2013 года, когда хор праздновал своё 55-летие, после чего ей пришлось держаться в стороне из-за слабого здоровья. Хор сыграл ключевую роль в популяризации таких песен, как «Aaj joto juddhabaj», «Bharatbarsho surjer ek naam», «O Ganga boichho keno» и «Waqt ki awaz».
В 1960 году она снова вышла замуж, на этот раз за режиссёра Арупа Гуха Тхакурта. Впоследствии у них родилось двое детей: сын Аян и дочь Шрамана. В 1962 году Аруп снял фильм Benarasi, который помог Руме возобновить карьеру актрисы. В нём она сыграла куртизанку, которая пытается вести достойную жизнь ради своей дочери. Фильм провалился в прокате, но по итогам года был назван лучшим бенгальским фильмом. Неделю спустя на экраны вышла драма Сатьяджита Рая «Поездка», в которой актриса сыграла одну из ролей второго плана. Другие её известные киноработы: Palatak (1963), Balika Bodhu (1967) и Dadar Kirti (1980) Таруна Маджумдара, Khoniker Atithi (1959), Nirjan Saikatey (1963) и Wheelchair (1994) Тапана Синха, «Враг народа» (1990) Сатьяджита Рая, «Антони Фиринги» (1967) Сунила Баннерджи и «Переулок Чауринги, 36» (1981) Апарны Сен. Palatak принёс ей премию Бенгальской ассоциации киножурналистов за лучшую женскую роль, а комедии Personal Assistant (1959) и Aashitey Aashio Naa (1967), в которых её экранным партнёром был Бхану Бандопадхай, даже спустя годы остаются популярными. Последним фильмом Румы стал «Тёзка» (2006) Миры Наир.
Актриса скончалась во сне рано утром 3 июня 2019 года в возрасте 84 лет в своём доме в Калькутте.